# Kaidunmeteoriten
Kaidunmeteoriten är en meteorit som 3 december 1980 träffade den sovjetiska militärbas som numera kallas Al-Khuraybah i dåvarande Sydjemen. Ett eldklot sågs falla från nordväst mot sydost, och en ensam sten som vägde ungefär 2 kg hittades i en liten krater. Den innehåller en ovanlig sammansättning av mineraler, vilket skapade oklarheter om varifrån den kom.

## Sammansättning
Den är till stor del uppbyggd av kolhaltiga kondriter, material av typen CR2, men är känd för att innehålla fragment av andra typer, såsom C1, CM1, och C3. Av de 60 mineraler som hittats i meteoriten har flera inte hittats någon annanstans i naturen, till exempel florenskiite med kemisk formel FeTiP.

## Ursprung
I mars 2004 föreslogs det att meteoriten kom från en av Mars månar Phobos. Anledningen till att just Phobos föreslogs är förekomsten av två extremt ovanliga basiska klastiska mineral i meteoriten, som vart och ett har kommit in i stenen vid olika tidpunkter. Detta pekar på att kroppen den kommer ifrån måste ha varit nära en källa för basiska bergater, vilka är en produkt av magmatisk differentiering. Detta pekar på Mars och en av dess månar, i detta fall mest sannolikt Phobos eftersom den ligger närmare Mars än Deimos.